# Basia Milewicz
Basia Milewicz nome artístico de Barbara Milewicz, é uma actriz e ex-modelo polonesa, que alcançou status de top model internacional nos anos 90.

## Filmografia
- 2003 - King Left
- 2000 - Legend of Years
- 1998 - Thunder Always
- 1995 - Sunnyfire